# Matayba grandis
Matayba grandis är en kinesträdsväxtart som beskrevs av Ludwig Radlkofer. Matayba grandis ingår i släktet Matayba och familjen kinesträdsväxter. Inga underarter finns listade i Catalogue of Life.